# Selección masculina de hockey sobre hierba de Gales
La selección de hockey sobre césped de Gales representa a Gales en las competiciones internacionales masculinas de hockey sobre césped.

## Historia

### Desde 1970-presente
Durante la década de 1970, Gales construyó un equipo fuerte, comenzando con su destacado portero Austin Savage, quien fue con GB a los Juegos Olímpicos de Múnich en 1972. A finales de la década de 1970 había varios contendientes de GB y, como resultado, Gales obtuvo un impresionante sexto lugar en las naciones europeas. Finales en 1978 en Hannover, Alemania Occidental. El equipo fue entrenado en la década de 1970 por Roger Self, quien se convirtió en el Gerente de GB más exitoso en la década de 1980, ganando el Bronce Olímpico y el Oro en 1984 y 1988 respectivamente. El equipo contó con Savage en la portería, pero en la preparación para Moscú 1980 (de la que GB se retiró al final) Gales tenía varios jugadores de GB, incluidos Bryn Williams, Howie Williams, Cemlyn Foulkes, Andy Western y Peter Marsh, junto con los experimentados internacionales Robin. Martin, Ian Cowx, Andy Gowman, David Thomas y Martin Brough.
Después de la decepción de perderse Moscú, Gales se reagrupó bajo la dirección de Gwyn Benson y fue invitado a un torneo de 4 naciones en Dulwich, donde jugaron contra Canadá y Australia. Esta fue la preparación para la Copa Intercontinental en Kuala Lumpur en 1981, un clasificatorio para la Copa del Mundo para las cuatro mejores naciones. Con el jugador de GB Bob Cattrall también ahora en el equipo, Gales tomó una combinación de jóvenes (los recién llegados Chris Ashcroft, David Peters, Nazir Mohammed, Mike B
ishop y otros) y experimentó y venció a Zimbabue, Japón e Italia, además de empatar 1-1 con URSS que estaban a punto de emerger como ganadores de torneos y convertirse en una fuerza importante en World Hockey. Perder ante los anfitriones Malasia en el decisivo juego de grupo frente a 20.000 en el Merdeka Stadium fue una decepción, Gales terminó sexto al final después de una victoria sobre Francia y una derrota ante Bélgica.
En 1982, Jeff Cocks entró como gerente y PJ Wilson comenzó a entrenar al equipo cuando el hockey sobre césped artificial pasó a primer plano. Gales fue a Colorado Springs para el torneo de las Montañas Rocosas en el Centro de Entrenamiento Olímpico de EE. UU., Donde jugaron contra EE. UU., Canadá y Chile antes de jugar en QPR en el evento televisado de 4 naciones con España, Inglaterra y Francia. Los partidos con Estados Unidos, Gibraltar y Países Bajos (dos partidos televisados en Swansea) vieron a nuevos jugadores como David Cutter, Mark Lewis y Steve Cronin ganar experiencia antes del Campeonato de Europa de 1983 en Ámsterdam. Después de terminar segundo en los internacionales locales de 1983, Gales decepcionó en Ámsterdam a pesar de los razonables resultados del grupo contra Inglaterra, Francia y Austria. Las derrotas por 1-0 ante Polonia y Austria en los play-offs dejaron al equipo en el puesto 12. Bob Cattrall estuvo ausente de este equipo por jugar compromisos en Australia, mientras que Howie Williams también se perdió Ámsterdam. Cattrall ganó la selección olímpica de GB para Los Ángeles, donde ganó la medalla de bronce, pero el entrenamiento de GB estaba restringido al portero Ashcroft, el defensor Cutter y el extremo Lewis.
Después de una actividad mínima en 1984, Gales vio nuevas llegadas para el Clasificatorio Intercontinental en Bruselas en 1985, incluido el entrenador John Tucker. David Hacker, Jon Rees y Mike Williamson ganarían más de 100 partidos internacionales, y el nuevo equipo venció a Suiza antes de perder el partido decisivo 2-0 ante Bélgica, el final de la estela de la Copa del Mundo de ese año en efecto. Un año más tarde, en 1986, Gales volvió a clasificarse para las Finales Europeas tras vencer a Suiza y Finlandia en Edimburgo antes de perder ante Escocia (ambas naciones se habían clasificado). Bajo el nuevo equipo directivo de los exjugadores Cowx y Martin, una serie de partidos en Zagreb (¡de nuevo en el césped!) Brindó más experiencia antes de que 1987 viera dos partidos con GB en Cardiff, el segundo de los cuales vio una famosa victoria por 3-2 sobre Embrionario equipo olímpico de oro. Un decepcionante tercer puesto en los internacionales locales de 1987 no fue una buena preparación para las finales europeas en Moscú, aunque el fin de semana de fitness en la sede de Royal Marines en Lympstone permanecerá durante mucho tiempo en la memoria del equipo que ahora también incluía a Simon Rees, David Knapp, Paul Moulton. y Guy Dale-Smith. Una derrota por estrecho margen ante Alemania Occidental (2-3) fue prometedora en una gira de preparación, pero el equipo lo encontró difícil en la URSS de la guerra fría. Gales, que nunca superó y jugó con naciones de renombre como la URSS y Alemania, perdió una serie de partidos cerrados y volvió a caer al 12 ° lugar. Esto dejó a varios incondicionales fuera de los cálculos de GB para 1988, cuando GB ganó el oro en Seúl sin representación de Gales. aunque el fin de semana de fitness en la sede de Royal Marines en Lympstone permanecerá durante mucho tiempo en la memoria del equipo que ahora también incluía a Simon Rees, David Knapp, Paul Moulton y Guy Dale-Smith. Una derrota por estrecho margen ante Alemania Occidental (2-3) fue prometedora en una gira de preparación, pero el equipo lo encontró difícil en la URSS de la guerra fría. Gales, que nunca superó y jugó con naciones de renombre como la URSS y Alemania, perdió una serie de partidos cerrados y volvió a caer al 12 ° lugar. Esto dejó a varios incondicionales fuera de los cálculos de GB para 1988, cuando GB ganó el oro en Seúl sin representación de Gales. aunque el fin de semana de fitness en la sede de Royal Marines en Lympstone permanecerá durante mucho tiempo en la memoria del equipo que ahora también incluía a Simon Rees, David Knapp, Paul Moulton y Guy Dale-Smith. Una derrota por estrecho margen ante Alemania Occidental (2-3) fue prometedora en una gira de preparación, pero el equipo lo encontró difícil en la URSS de la guerra fría. Gales, que nunca superó y jugó con naciones de renombre como la URSS y Alemania, perdió una serie de partidos cerrados y volvió a caer al 12 ° lugar. Esto dejó a varios incondicionales fuera de los cálculos de GB para 1988, cuando GB ganó el oro en Seúl sin representación de Gales. Gales perdió una serie de partidos cerrados y volvió a caer al 12º lugar. Esto dejó a varios incondicionales fuera de los cálculos de GB para 1988, cuando GB ganó el oro en Seúl sin representación de Gales. Gales perdió una serie de partidos cerrados y volvió a caer al 12º lugar. Esto dejó a varios incondicionales fuera de los cálculos de GB para 1988, cuando GB ganó el oro en Seúl sin representación de Gales.
Luego, Mike Williamson asumió el cargo de entrenador interino de jugadores y en los próximos años se lograron una serie de resultados dignos de crédito contra naciones respetadas como India y Malasia, con la ayuda de varios miembros del equipo que adquirieron una valiosa experiencia en la nueva Liga Nacional de Hockey de Inglaterra, muchos de ellos con los mejores clubes. . El manager Martin Gilbody y el entrenador Malcolm Wood luego se unieron (más tarde sería una asociación muy exitosa con Cannock HC), y el siguiente desafío competitivo llegó en el Clasificatorio Europeo de Naciones de 1990 en Viena.El equipo ahora contaba con jugadores consagrados como Cutter, Hacker, Williamson. , Rees, Ashcroft, Moulton y Knapp junto a talentos emergentes como Richard Jones, Jon Doherty, Owen Mackney, David Bleach, los hermanos Colclough, Paul Edwards, Tyrone Moore, Ian Hughes-Rowlands y Clive O'Sullivan. Una contundente victoria por 10-0 sobre Portugal fue seguida por una victoria por 3-1 sobre la anfitriona Austria para que Gales se clasificara para las Finales de París del año siguiente. Dos victorias sobre Corea del Sur en Cardiff redondearon 1990 muy bien.
Después de jugar en un prestigioso evento de 4 naciones en Francia contra la nación anfitriona, Pakistán y Australia, el equipo estaba ganando experiencia contra los mejores jugadores del mundo y manteniéndose muy bien. Australia fue presionada mucho antes de que dos goles tardíos supusieran una derrota por 4-1 en París, seguido de partidos en casa contra Italia y Canadá antes de regresar a Francia. En la final europea, una apretada derrota ante Inglaterra en el primer partido (1-3 pero también un penalti fallado por Gales) fue seguida por otras decepciones contra España, Alemania, Irlanda y Bélgica. Esta vez, sin embargo, el equipo trabajó duro para vencer a Suiza y estuvo a un minuto de vencer a Bélgica por el noveno lugar antes de sucumbir en la prórroga y tener que conformarse con el décimo. La experiencia siguió creciendo al jugar contra Pakistán y Malasia en Cardiff, pero 1992 comenzó bien con una victoria por 2-1 sobre Argentina y un empate 1-1 con Nueva Zelanda en Bisham Abbey. Una vez más, sin embargo, GB pasó por alto la participación de Gales en la escuadra de los Juegos Olímpicos de Barcelona, aunque Hacker apareció en la preparación y otros 2 o 3 miembros de la escuadra galesa debieron haber estado cerca. 1992 para Gales significó la derrota de la Copa del Mundo en Olten, Suiza, donde se necesitaba un lugar en la final para progresar. Gales dominó para llegar a la semifinal como campeón de grupo, pero perdió polémicamente ante Escocia en los penaltis en la semifinal en condiciones difíciles después de un empate 1-1. Ganar el lugar de reserva al vencer a la anfitriona Suiza al día siguiente mostró la profundidad del carácter que ahora tiene el equipo. aunque Hacker apareció en la preparación y otros 2 o 3 miembros del escuadrón galés deben haber estado cerca. 1992 para Gales significó la derrota de la Copa del Mundo en Olten, Suiza, donde se necesitaba un lugar en la final para progresar. Gales dominó para llegar a la semifinal como campeón de grupo, pero perdió polémicamente ante Escocia en los penaltis en la semifinal en condiciones difíciles después de un empate 1-1. Ganar el lugar de reserva al vencer a la anfitriona Suiza al día siguiente mostró la profundidad del carácter que ahora tiene el equipo. aunque Hacker apareció en la preparación y otros 2 o 3 miembros del escuadrón galés deben haber estado cerca. 1992 para Gales significó la derrota de la Copa del Mundo en Olten, Suiza, donde se necesitaba un lugar en la final para progresar. Gales dominó para llegar a la semifinal como campeón de grupo, pero perdió polémicamente ante Escocia en los penaltis en la semifinal en condiciones difíciles después de un empate 1-1. Ganar el lugar de reserva al vencer a la anfitriona Suiza al día siguiente mostró la profundidad del carácter que ahora tiene el equipo. Gales dominó para llegar a la semifinal como campeón de grupo, pero perdió polémicamente ante Escocia en los penaltis en la semifinal en condiciones difíciles después de un empate 1-1. Ganar el lugar de reserva al vencer a la anfitriona Suiza al día siguiente mostró la profundidad del carácter que ahora tiene el equipo. Gales dominó para llegar a la semifinal como campeón de grupo, pero perdió polémicamente ante Escocia en los penaltis en la semifinal en condiciones difíciles después de un empate 1-1. Ganar el lugar de reserva al vencer a la anfitriona Suiza al día siguiente mostró la profundidad del carácter que ahora tiene el equipo.
Los siguientes partidos fueron 18 meses después de Olten, directamente en el Clasificatorio Europeo de Naciones en Gibraltar, donde el equipo ahora tenía caras nuevas como Kevin Priday, Zak Jones, Walid Abdo, Mickey Hannon, Owen Griffiths-Jones, Chris John y Ali Carruthers junto con el jugadores experimentados, muchos de los cuales tenían ahora 70 u 80 partidos internacionales. Las victorias sobre Dinamarca, Gibraltar, Portugal y finalmente Italia vieron a Gales clasificarse con Escocia, su única derrota del torneo. Dos partidos con Estados Unidos en Cardiff, una victoria y un empate, terminaron en 1994.
Un evento de 4 naciones en Francia contra la nación anfitriona, Canadá y Bielorrusia vio dos victorias y un 2.º lugar meritorio, antes de dirigirse a Dublín. El equipo ahora sumó a Richard Markham y Andy Grimes, y ahora prácticamente todos juegan Hockey de la Liga Nacional de alto nivel. Algunas buenas actuaciones vieron una victoria por 2-0 sobre Escocia (casi con certeza asegurando la invitación a los Juegos de la Commonwealth de 1998) y un empate con Francia, además de estrechas derrotas ante Países Bajos, Bélgica y España. Esto llevó a un desempate por 5-8 puestos, perdido por poco ante Polonia, pero seguido de una famosa victoria por 2-1 sobre España para obtener un 7º puesto muy respetable.
1996 vio la Preliminar de la Copa del Mundo en Cagliari, Cerdeña, donde progresarían los 5 primeros. Las caras nuevas incluyeron al entrenador David Bunyan (ex asistente) y los jugadores Mark Kirkland, Mark Smith, Andy Goodenough y Simon Organ, todos fortaleciendo aún más un equipo ya impresionante que todavía contenía a los veteranos Ashcroft, Hacker, Williamson, Colclough, Griffiths-Jones, Edwards, O Sullivan y Hughes-Rowlands. Las victorias de grupo sobre Egipto y Kazajistán, un empate con Nueva Zelanda y las estrechas derrotas ante Suiza, Canadá y China dejaron a Gales en el play off 5-8. Una derrota tardía ante la anfitriona Italia después de liderar 1-0 hizo añicos las esperanzas de la Copa del Mundo antes de que una victoria sobre Kenia asegurara el séptimo lugar. Es importante destacar que terminar por delante de Escocia nuevamente consolidó la participación en los Juegos de la Commonwealth de 1998.
1998 estuvo ocupado, con el Clasificatorio Europeo en Praga y la Commonwealths en Kuala Lumpur. Con 7 internacionales en preparación (Inglaterra, Escocia, Irlanda, Francia), el equipo estaba bien preparado para Praga, con dos caras nuevas en Jamie Westerman y Graeme Egan. El partido de apertura fue una victoria por 21-0 sobre Bulgaria, muy cerca del récord mundial internacional, con Organ consiguiendo 8 goles y Hughes-Rowlands y el recién llegado Westerman consiguiendo hat-tricks en la mejor victoria de Gales. Le siguieron las victorias sobre Gibraltar y la República Checa y Gales tuvo el puesto de clasificación para Padua en 1999.
Los Juegos de la Commonwealth de 1998 fueron un evento espectacular en la capital de Malasia, Kuala Lumpur. En el magnífico estadio Bukit Jalil, Gales jugó con algunos de los mejores equipos del mundo con un calor y una humedad increíbles. Con el entrenador de emergencia Williamson trabajando junto al Manager Gilbody, el equipo también trajo a Gareth Terrett después de una lesión en O'Sullivan en un partido de práctica contra Kenia. Una victoria inicial contra Trinidad fue seguida por derrotas ante Nueva Zelanda, India, Sudáfrica y Australia, pero Gales estuvo bien en todos los juegos hasta las etapas finales cuando la fatiga se apoderó de ellos. Gran experiencia para la plantilla.
1999 vio el foco en las Finales Europeas nuevamente en Italia, con un equipo finalmente viendo algunos retiros después de KL. Todavía estaban Ashcroft, Edwards, Hacker, Williamson, Colclough, Jones, Grimes, Organ y Carruthers, pero las caras nuevas incluían a James Davies-Yandle, Micky Hannon (después de un largo intervalo), Rhys Joyce, Simon Owen y George Harris. Después de escapar con un empate 2-2 contra Suiza (0-2 abajo) y luego una derrota 1-0 ante Bélgica, la clave fue una brillante victoria por 6-1 contra la nación anfitriona Italia frente a sus fanáticos. Se esperaban derrotas ante Alemania y España, pero Gales volvió a entrar en los playoffs 5-8. Una victoria por 4-3 goles de oro sobre Rusia los llevó a la eliminatoria de 5/6 contra España, donde jugaron heroicamente antes de perder 3-0 ante los españoles. 6º en Europa para Gales.
Los siguientes dos años vieron algunos retiros de alto nivel y el equipo se reformó bajo el entrenador Williamson y el capitán Zak Jones. La nueva Copa Celta se convirtió en un evento anual, y Gales se preparó para el Clasificatorio para la Copa del Mundo en Edimburgo en 2001. Entre las caras nuevas se incluyeron al portero Matt Simkin, James Ogden, Josh Smith, Huw Jones, Matt Grace y Richard John, y Gales ganó la mitad de sus partidos. 8 juegos para terminar décimo de 16. Las derrotas ante Nueva Zelanda (1-0) e India (2-1) se compensaron con una victoria por 3-2 sobre Egipto. En el segundo grupo, Gales lo ganó con victorias sobre Bangladés y Escocia, con un empate contra Rusia. Vencieron a Chile y perdieron ante Francia en los juegos del 9 al 12 lugar. Una vez más, una ventaja de un lugar sobre Escocia y la victoria por 1-0 en el juego entre las naciones aseguraron un lugar en los Juegos de la Commonwealth de 2002 en Mánchester.
2002 fue un año para Mánchester, pero también para el Clasificatorio Europeo en Dublín, ahora bajo la dirección de la ex leyenda Bryn Williams. Las caras nuevas incluyeron a Mark y Howard Hoskin, mientras que los partidos con Canadá (victoria, derrota) y Escocia (victoria, empate) formaron la preparación. En Dublín, en el Euro Qualifier para Barcelona 2003, Gales venció a Grecia (10-0) y Gibraltar (4-0) de manera convincente pero inesperada perdió ante Austria 1-0, que preparó una semifinal contra la anfitriona Irlanda para clasificarse. Una derrota por 1-0 mermó las esperanzas de los galeses y, aunque vencieron a Austria 4-2 para quedar tercero, salieron en el play off en Barcelona más tarde ese verano a Francia.
Manchester 2002 fue una gran experiencia para el equipo, al igual que 1998, y el cuerpo técnico de Williamson y Hacker estuvo oficialmente en el cargo esta vez, en lugar de proporcionar cobertura en 1998. Un empate inicial con Canadá fue seguido por una derrota por 3-0. a Pakistán, preparando lo que fue en efecto un partido eliminatorio con Inglaterra por un puesto en cuartos de final contra Sudáfrica. Después de retrasos debido a tormentas torrenciales, Gales se congeló ese día y perdió 5-0 para poner fin a sus esperanzas. Una victoria por 7-0 sobre Barbados aseguró el séptimo lugar, pero la oportunidad estaba ahí para terminar más alto en ese momento.

## Participaciones

### Juegos Olímpicos
| Año   | Resultado                            | Pos.                                 |
| ----- | ------------------------------------ | ------------------------------------ |
| 1908  | Semifinales                          | Medalla de bronce                    |
| 1920  | Participó como parte de Gran Bretaña | Participó como parte de Gran Bretaña |
| 2020  | Participó como parte de Gran Bretaña | Participó como parte de Gran Bretaña |
| 2024  | Por determinar                       | Por determinar                       |
| Total | 0 títulos                            | 1/24                                 |

### Juegos de la Mancomunidad
| Año   | Resultado      | Pos.           |
| ----- | -------------- | -------------- |
| 1998  | Fase de grupos | 9°             |
| 2002  | Fase de grupos | 7°             |
| 2006  | No participó   | No participó   |
| 2010  | No participó   | No participó   |
| 2014  | Fase de grupos | 9°             |
| 2018  | Fase de grupos | 9°             |
| 2022  | Por determinar | Por determinar |
| Total | 0 títulos      | 6/6            |

### Campeonato Europeo de Hockey sobre Hierba
| Año   | Resultado        | Pos.         |
| ----- | ---------------- | ------------ |
| 1970  | Fase de grupos   | 12°          |
| 1974  | Cuartos de final | 8°           |
| 1978  | Fase de grupos   | 6°           |
| 1983  | Fase de grupos   | 12°          |
| 1987  | Fase de grupos   | 12°          |
| 1991  | Fase de grupos   | 10°          |
| 1995  | Fase de grupos   | 7°           |
| 1999  | Fase de grupos   | 6°           |
| 2003  | No participó     | No participó |
| 2017  | No participó     | No participó |
| 2019  | Fase de grupos   | 6°           |
| 2021  | Clasificado      | Clasificado  |
| Total | 0 títulos        | 9/17         |

### EuroHockey Championship II
| Año   | Resultado                               | Pos.                                    |
| ----- | --------------------------------------- | --------------------------------------- |
| 2005  | Por el 3° lugar                         | Medalla de bronce                       |
| 2007  | Clasificación por el 5° a 8° lugar      | 5°                                      |
| 2009  | Por el 3° lugar                         | Medalla de bronce                       |
| 2011  | Clasificación por el 5° a 8° lugar      | 6°                                      |
| 2013  | Clasificación por el 5° a 8° lugar      | 7°                                      |
| 2015  | Jugó en la EuroHockey Championship IIII | Jugó en la EuroHockey Championship IIII |
| 2017  | Final                                   | Medalla de plata                        |
| 2019  | No clasificó                            | No clasificó                            |
| 2021  | No clasificó                            | No clasificó                            |
| Total | 0 títulos                               | 7/8                                     |

## Jugadores

### Equipo actual
| No. | Pos.    | Jugador                 | Fecha de nacimiento (edad)         | Pdos. | Club                    |
| 1   | Portero | James Fortnam           | 18 de mayo de 1990 (30 años)       | 34    | Cardiff & Met           |
| 3   |         | Daniel Kyriakides       | 21 de marzo de 1995 (26 años)      | 76    | Hampstead & Westminster |
| 6   |         | Jacob Draper            | 24 de julio de 1998 (22 años)      | 40    | Hampstead & Westminster |
| 7   |         | Joe Naughalty           | 13 de abril de 1987 (33 años)      | 89    | East Grinstead          |
| 8   |         | Lewis Prosser ( C )     | 13 de junio de 1989 (31 años)      | 144   | East Grinstead          |
| 9   |         | Rupert Shipperley ( C ) | 21 de noviembre de 1992 (28 años)  | 65    | Hampstead & Westminster |
| 10  |         | Rhodri Furlong          | 18 de octubre de 1995 (25 años)    | 48    | Hampstead & Westminster |
| 11  |         | James Carson            | 29 de abril de 1994 (26 años)      | 64    | Old Georgians           |
| 12  |         | Steve Kelly             | 12 de mayo de 1992 (28 años)       | 51    | Hampstead & Westminster |
| 13  |         | Dale Hutchinson         | 23 de octubre de 1993 (27 años)    | 73    | Tilburg                 |
| 15  |         | Rhys Bradshaw           | 19 de septiembre de 2000 (20 años) | 12    | Cardiff & Met           |
| 18  |         | Gareth Furlong          | 10 de mayo de 1992 (28 años)       | 107   | Tilburg                 |
| 19  |         | Owain Dolan-Gris        | 17 de diciembre de 1990 (30 años)  | 109   | Harvestehude            |
| 21  |         | Jonny Gooch             | 3 de enero de 1994 (27 años)       | 49    | Hampstead & Westminster |
| 24  |         | Hywel Jones             | 9 de julio de 1997 (23 años)       | 27    | Hampstead & Westminster |
| 25  |         | Ben Francis             | 20 de marzo de 1996 (25 años)      | 68    | Wimbledon               |
| 26  |         | Luke Hawker ( C )       | 29 de diciembre de 1989 (31 años)  | 86    | Cardiff & Met           |
| 32  | Portero | Ieuan Tranter           | 7 de noviembre de 1994 (26 años)   | 15    | Surbiton                |